# William White (acteur)
Pour les articles homonymes, voir White et William White.
William White est un acteur américain, né en 1857, décédé à Los Angeles (Californie, États-Unis) le 21 avril 1933.

## Filmographie partielle
- 1913 : Fatty policeman (Fatty Joins the Forces) de George Nichols
- 1916 : The Purple Mask de Grace Cunard et Francis Ford
- 1918 : Une vie de chien (A Dog's Life) de Charles Chaplin